# Herc
Herc (znak: Hz) mjerna je jedinica za frekvenciju u Međunarodnom sustavu (SI) i ubraja se u izvedene jedinice SI. Definira se kao jedan ciklus periodične pojave u sekundi:
1 Hz = 1 s−1
Češće korišteni višekratnici su:
- kiloherc, tisuću herca (1 kHz = 1·103 Hz)
- megaherc, milijun herca (1 MHz = 1·106 Hz)
- gigaherc,  milijarda herca (1 GHz = 1·109 Hz)
- teraherc,  bilijun herca (1 THz = 1·1012 Hz)

## Obrazloženje
Jedan herc jednostavno znači jedan u sekundi (1/s); 100 Hz znači sto u sekundi i tako dalje. Jedinica se može primijeniti na bilo koji periodični događaj – na primjer, možemo reći da sat kuca na 1 Hz, ili možemo reći da ljudsko srce kuca na 1,2 Hz. Nasuprot tome, frekvencije slučajnih događaja, kao što je radioaktivni raspad, izražavaju se u bekerelima.
Da bi se izbjegla zabuna periodičko ponavljanje kutova se obično ne izražava u hercima, već se u tim slučajevima koristi jedinica kutne brzine kao što je radijan u sekundi (rad/s). Pri okretanju diska kod jednog okretaja u minuti (o/min) možemo reći da se disk okreće kutnom brzinom od 0,105 rad/s ili frekvencijom od 0,017 Hz, gdje frekvencija u hercima odražava broj cijelih okretaja u sekundi.

## Povijest
Jedinica herc je nazvana u čast njemačkog fizičara Heinricha Rudolfa Hertza koji je dao važan doprinos znanosti na području elektromagnetizma i usvojena je 1960. godine na Općoj konferenciji za mjere i utege (Conférence générale des poids et mesures). Time je zamijenjeno prethodno ime jedinice, ciklus u sekundi (engl. cycles per second – cps), zajedno s pripadajućim višekratnicima, naročito kilocycles (kc) i megacycles (Mc). Pojam ciklus u sekundi se do 1970. uglavnom prestao koristiti.

## Primjena u računarstvu
Ovaj pojam u računarstvu označava radni takt integriranih krugova (centralnih procesora, radne memorije, grafičkih procesora...) te se još primjenjuje i u tehničkim karakteristikama zaslona. Kod označavanja centralnih procesora, pored oznake modela stoji i oznaka radnog takta u megahercima ili gigahercima. Sve do nedavno vrijedilo je pravilo: što više megaherca, to brži procesor, ali u posljednjih nekoliko godina proizvođači su počeli proizvoditi toliko različite vrste procesora da ova oznaka predstavlja mjerilo razlike brzine samo između istog modela nekog proizvođača na različitim frekvencijama.

## Poveznice
- Frekvencija
- Valna duljina